# Kamal Farhan
Kamal Farhan (* 29. ledna 1969 Plzeň) je český politik a lékař, v letech 2016 až 2017 náměstek ministra zdravotnictví ČR, od roku 2017 poslanec Poslanecké sněmovny PČR, od října 2024 hejtman Plzeňského kraje, v letech 2018 až 2022 zastupitel města Plzeň, člen hnutí ANO.

## Život
Vystudoval Lékařskou fakultu Univerzity Karlovy v Plzni (získal titul MUDr.).
Od roku 1994 pracoval jako lékař na interním oddělení, má atestaci I. stupně z vnitřního lékařství. Více než 10 let působil v českých a nadnárodních společnostech na manažerských pozicích se zaměřením na zdravotnictví, dále pracoval jako ředitel pro léčebnou péči a strategický rozvoj lázeňského zařízení. Své zkušenosti a znalosti zužitkoval tím, že rovněž působil jako odborný konzultant v oblasti zdravotnictví.
Jeho otec pochází z Iráku a v Čechách vystudoval medicínu. Kamal Farhan žije v Plzni. Je ženatý a má dvě děti.

## Politické působení
Dne 28. června 2016 jej jmenoval ministr zdravotnictví ČR Svatopluk Němeček svým náměstkem.
Ve volbách do Poslanecké sněmovny PČR v roce 2017 byl zvolen poslancem za hnutí ANO v Plzeňském kraji, a to z pátého místa kandidátky. Po zvolení poslancem skončil jako náměstek na Ministerstvu zdravotnictví ČR.
V komunálních volbách v roce 2018 byl za ANO zvolen zastupitelem města Plzeň. Kandidoval také do Zastupitelstva městského obvodu Plzeň 3, ale v tomto případě neuspěl.
Ve volbách do Poslanecké sněmovny PČR v roce 2021 kandidoval za ANO na 3. místě v Plzeňském kraji. Získal 2 268 preferenčních hlasů, a stal se tak znovu poslancem.
V komunálních volbách v roce 2022 neúspěšně kandidoval do zastupitelstva Plzně z 45. místa kandidátky ANO. V roce 2022 kandidoval také do zastupitelstva Plzně 3, a to z posledního 33. místa kandidátky subjektu „ANO 2011 a nezávislí“. Zastupitelem však zvolen nebyl.
V dubnu 2023 nahradil Julia Špičáka na postu stínového ministra zdravotnictví ve stínové vládě ANO, jakožto opozičního subjektu vůči úřadujícímu kabinetu Petra Fialy.
V krajských volbách v roce 2024 byl zvolen zastupitelem Plzeňského kraje, když jako člen hnutí ANO vedl tamní kandidátku. Následně vítězné hnutí ANO uzavřelo koalici s třetím hnutím STAN a pátým uskupením „PRO NÁŠ KRAJ – PRO PLZEŇ a KDU-ČSL s podporou Svobodných, agrárníků, starostů a sportovců“ a dne 30. října 2024 byl Farhan zvolen novým hejtmanem Plzeňského kraje. Obdržel 35 hlasů od 50 přítomných zastupitelů a vystřídal tak ve funkci dosavadního hejtmana Rudolfa Špotáka.
Ve volbách do Poslanecké sněmovny PČR v roce 2025 kandiduje z posledního 20. místa kandidátní listiny hnutí ANO v Plzeňském kraji.